# 懷特氏棘尾鰩
懷特氏棘尾鰩（學名：Spiniraja whitleyi），為軟骨魚綱鰩目鰩科棘尾鰩屬的一種，被IUCN列為易危保育類動物，分布於東印度洋澳洲南部海域，深度1至170公尺，本魚體盤呈菱形，寬大於長，背部呈灰色或灰褐色，帶有不規則間距的白色斑點，腹面呈乳白色或白色，偶爾帶有灰色區塊，吻長適中，寬圓，吻端呈球狀，尾巴短且寬闊，外側皮膚皺褶明顯，頸部和肩部有一排1-5個刺，眶部和顴部無刺，鼻翼刺可伸縮，尾部有1-3排刺，體長可達200公分，棲息在近海沙泥底質海域，為底棲性魚類，肉食性，以章魚、甲殼類及硬骨魚為食，卵生，生活習性不明。